# Mleczaj cytrynowy

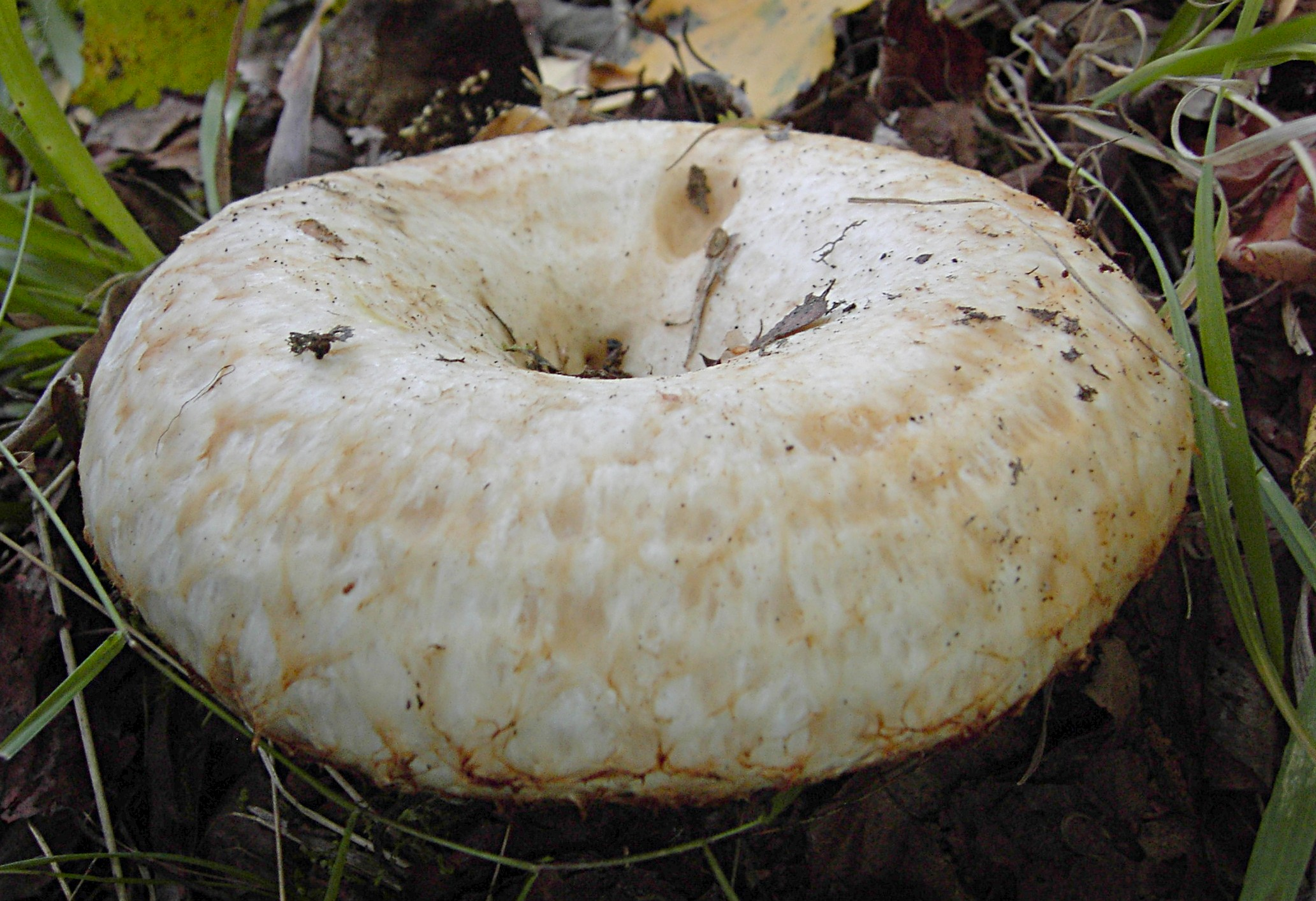
Kapelusz

Mleczaj cytrynowy (Lactarius citriolens Pouzar) – gatunek grzybów należący do rodziny gołąbkowatych (Russulaceae).

## Systematyka i nazewnictwo
Pozycja w klasyfikacji według Index Fungorum: Lactarius, Russulaceae, Russulales, Incertae sedis, Agaricomycetes, Agaricomycotina, Basidiomycota, Fungi.
Po raz pierwszy opisał go w 1968 r. Zdeněk Pouzar i nadana przez niego nazwa naukowa jest aktualna. Polską nazwę zaproponował Władysław Wojewoda w 2003 r.

## Morfologia
Kapelusz
Średnica 8–15 cm, mięsisty, z silnie wklęsłym środkiem i silnie podwiniętym brzegiem, z którego zwisają zżelatynizowane, frędzlowate fragmenty osłony. Powierzchnia żółtawobiała.
Blaszki
Nieco zbiegające, kremoworóżowe.
Trzon
Krótki, gruby, nieco chropowaty.
Miąższ
Żółtawy o cytrynowym zapachu i ostrym smaku. Mleczko białe, po przecięciu natychmiast zmienia kolor na siarkowożółty, ale nie wydziela nieprzyjemnego zapachu.
Gatunki podobne
Mleczaj okazały (Lactarius resimus) ma podobnie zachowujące się mleczko, ale powierzchnia kapelusza jest biała z żółtawymi plamami. Mleczaj omszony (Lactarius pubescens) jest mniejszy. Mleczaj dołkowany (Lactarius scrobiculatus) ma silniej dołkowany trzon. Mleczaj wełnianka (Lactarius torminosus) ma mleczko białe, niezmieniające barwy, a owocnik ma zapach terpentyny.

## Występowanie i siedlisko
Najwięcej stanowisk podano w Europie, poza nią podano stanowiska w azjatyckiej części Rosji i pojedyncze w Ameryce Północnej i Południowej. Gatunek rzadki. W Polsce do 2003 r. jedyne stanowisko podał Feliks Teodorowicz w 1936 r. w Dębkach nad Morzem Bałtyckim.
Naziemny grzyb mykoryzowy. Związany z drzewami, zwłaszcza z brzozą, bukiem, świerkiem. Ze względu na ostry smak jest grzybem niejadalnym, a nawet trującym (może powodować kolkę i zaburzenia w trawieniu pokarmów).